# Quintilla
Quintilla, także kwintylla – rodzaj strofy typowy dla poezji hiszpańskiej. Ma 5 wersów, które są powiązane rymami o dowolnym układzie (najczęściej abaab, ababa). Długość każdego wersu nie przekracza 8 sylab. Szczególnymi odmianami quintilli są quintilla prawdziwa, która składa się z wersów jedenastozgłoskowych, oraz quinteto złożony z dwunastozgłoskowców. Dwie połączone quintille tworzą decymę. Quintillę wykorzystywał często w swojej twórczości Jan od Krzyża.
Pastores, los que fuerdes
allá por las majadas al otero:
si por ventura vierdes
aquel que yo más quiero,
decidle que adolezco, peno y muero.
Jan od Krzyża, Cántico espiritual